# Związek Szwabski

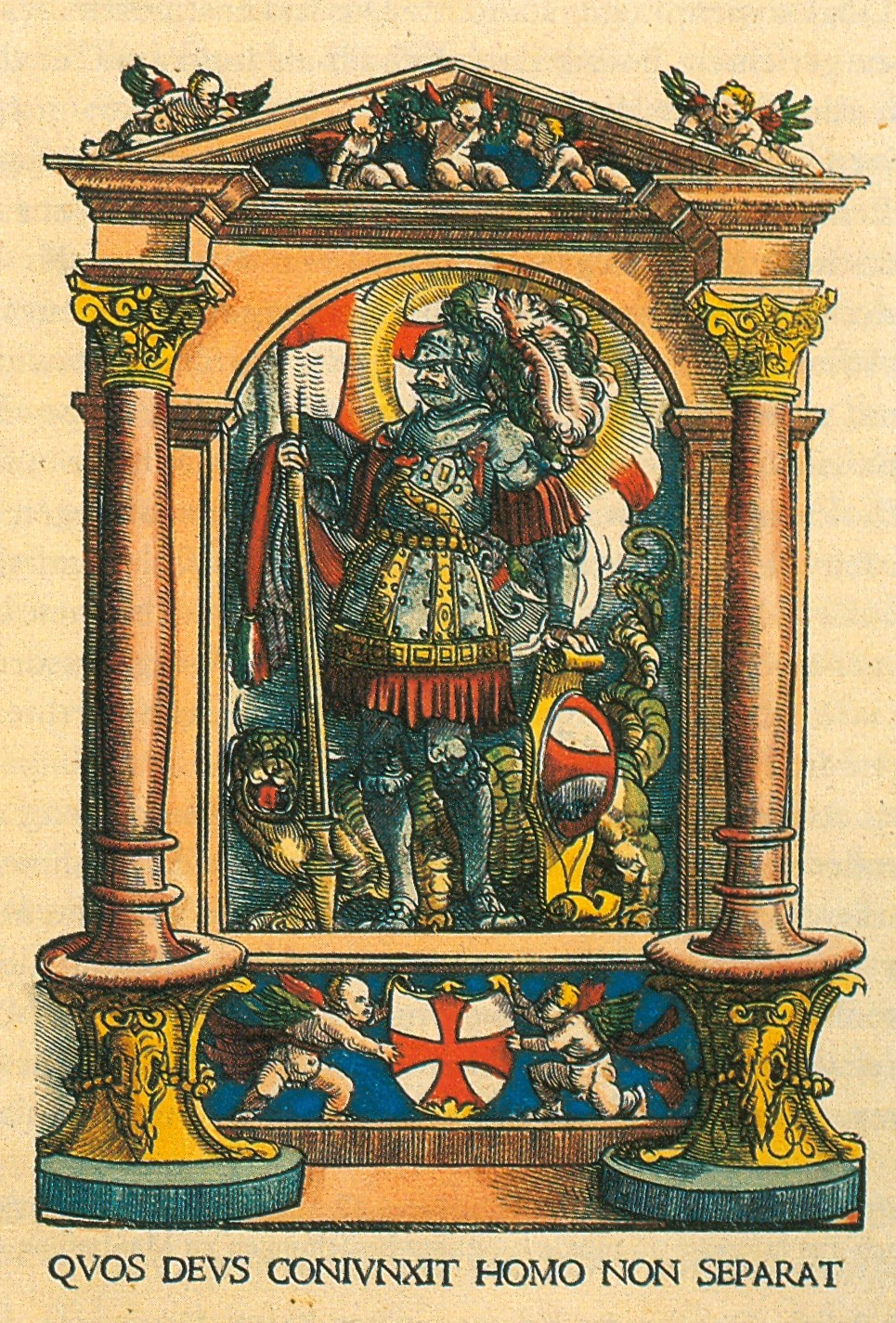
Herb Związku Szwabskiego

Związek Szwabski – organizacja powołana zarówno do obrony, jak i do utrzymania pokoju w domenach Świętego Cesarstwa Rzymskiego – wolnych miastach, prałaturach, księstwach i posiadłościach rycerskich – na terytorium średniowiecznego księstwa Szwabii. Związek utworzono w roku 1488 na żądanie cesarza Fryderyka III przy wsparciu arcybiskupa Bertolda von Henneberg-Römhilda z Moguncji, którego bardziej soborowe niż monarchistyczne widzenie spraw Rzeszy częstokroć doprowadzało do sporów z następcą Fryderyka, Maksymilianem I.
Nazwa organizacji nie ma żadnego związku z zawiązywanymi wcześniej ligami (jak na przykład z roku 1331 czy 1376), gdyż tamte były związkami wolnych miast Rzeszy zawiązywanymi dla obrony przed poczynaniami możnych, przede wszystkim hrabiów Wirtembergii i rycerstwa niemieckiego. W Związku Szwabskim ci dawni przeciwnicy współpracowali zgodnie dla osiągnięcia nowych celów, jakimi było utrzymanie pokoju w ziemiach Rzeszy i powstrzymanie ekspansjonizmu bawarskich Wittelsbachów oraz zagrożenia z południa, ze strony Szwajcarów. Związkowcy odbywali regularne zjazdy, wspierali działalność trybunałów Rzeszy i utrzymywali stałe siły zbrojne liczące 12 000 landsknechtów i 1200 konnicy.
Próby cesarza Fryderyka III mające na celu zwiększenie znaczenia Związku Szwabskiego sprowokowały Szwajcarów, którzy południową część Szwabii uznawali za własną strefę wpływów. Szlachta ze Szwabii, mieszkańcy miast i wsi nastawieni byli do Szwajcarów wrogo. Wynikało to z faktu, że w XV wieku, w wyniku licznych kampanii szwajcarskich, ludność miejscowa bardzo ucierpiała. Niechęć ta wynikała również z różnic pomiędzy mieszczańsko-chłopskimi Szwajcarami a szlachtą szwabską. Nowym czynnikiem w końcu stała się konkurencja pomiędzy Szwajcarami a landsknechtami na polu militarnym. Powstanie silnego Związku Szwabskiego było dumą tego regionu i dodało ludności poczucie bezpieczeństwa.
Po śmierci Eberharda V Wirtemberskiego w roku 1496 Związek nie wyłonił jednego, powszechnie akceptowanego przywódcy, a wraz z zawarciem pokoju ze Szwajcarami w 1499 roku i ostatecznym pokonaniu w roku 1504 agresywnych Wittelsbachów, podstawowe zadanie Związku, jakim było zapewnienie status quo na południu, zostało wykonane. Ostatnią poważną akcją, spowodowaną okupacją Wolnego Miasta Reutlingen przez księcia Ulryka Wirtemberskiego w roku 1519, było doprowadzenie do obalenia księcia, którego posiadłości Związek sprzedał cesarzowi Karolowi V, kompensując koszty kampanii.
Religijna rewolucja protestancka (reformacja) podzieliła członków Związku Szwabskiego, który samoistnie uległ rozkładowi.